# Liste der Bischöfe von Würzburg

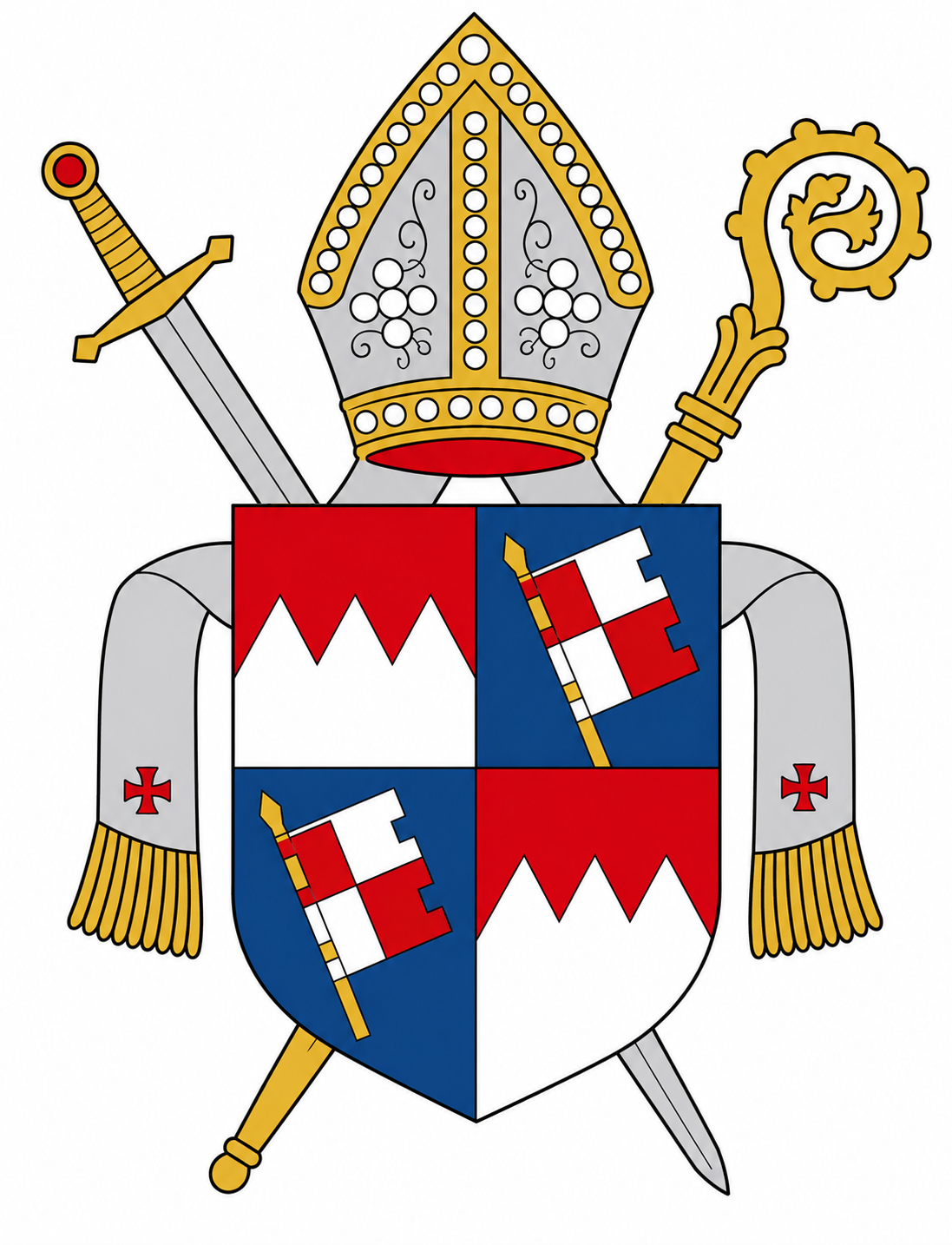
Wappen des Bistums Würzburg nach Siebmachers Wappenbuch von 1605

Die Liste der Bischöfe von Würzburg enthält die chronologische Abfolge der Bischöfe seit der Gründung des Bistums Würzburg von 742 bis heute. Es existieren unterschiedliche Ansichten über die chronologische Abfolge der Würzburger Bischöfe. Eine Übersicht findet man unter dem Menüpunkt Bischofslisten.
Von 1168 bis 1803 trugen die Bischöfe zugleich den Titel des Herzogs von Franken. Dies war vor allem zunächst ein Versuch der Staufer, in die Tradition der Salier zu treten. Der politisch erhoffte Durchbruch zu einem großen Flächenstaat blieb jedoch verwehrt, so dass dem Titel eine eher symbolische Bedeutung zukam. Das Hochstift Würzburg bemühte sich phasenweise um eine Vormachtstellung im heutigen fränkischen Raum gegenüber den Markgrafen von Brandenburg-Kulmbach bzw. Brandenburg-Bayreuth und dem Hochstift Bamberg. Mit der Säkularisation des Hochstiftes fiel Würzburg 1802 und – nach dem Zwischenspiel des Großherzogtums Würzburg (1806–1814) – erneut 1814 an Bayern. Kirchlich ist das Bistum Würzburg seit 1818 dem Erzbistum Bamberg als Suffragandiözese unterstellt.
Lange Zeit stammten die Bischöfe aus fränkischen Adelsfamilien (siehe auch Liste fränkischer Rittergeschlechter). Einige Bischöfe waren zunächst Domherren am Würzburger Dom (siehe auch Liste der Würzburger Domherren). Einige von ihnen waren sie auch in anderen Bistümern eingesetzt, besonders häufig in Personalunion mit dem Bistum und Hochstift Bamberg. Eine Serie von Bischofsporträts fertigte Anfang des 18. Jahrhunderts der Kupferstecher Johann Salver, diese werden in der Liste in Ermangelung zeitgenössischer Bilder – trotz der damit verbundenen Problematik – bei den frühen Bischöfen gezeigt. Weitere wichtige Personen des religiösen Lebens des Bistums sind die Weihbischöfe in Würzburg.
Das Wappen des Bistums ist geviert. Es zeigt bei Siebmacher 1605 in den Feldern 1 und 4 den Fränkischen Rechen symbolisch für das Herzogtum Franken und in den Feldern 2 und 3 für das Bistum Würzburg ein schräggestelltes goldenes Fähnlein auf blauem Grund. Die Wappen der einzelnen Bischöfe bringen in der Regel das eigene Familienwappen in die Vierung mit ein. Sofern das fürstbischöfliche Wappen nicht als Bild vorliegt, wird in der Liste daher teilweise das Familienwappen gezeigt. Die Wappen stammen aus dem frühen Teil des Scheiblerschen Wappenbuch aus der Mitte des 15. Jahrhunderts und aus Siebmachers Wappenbuch von 1605. Die Universitätsbibliothek Würzburg besitzt eine Chronik der Bischöfe von Würzburg (Echter-Exemplar), verfasst von Lorenz Fries von 1574 bis 1582. Aus der anhängenden Bischofsliste wurden auch einige Wappen entnommen.

## Liste der Bischöfe von Würzburg
| Nr.   | Bischof                                          | von  | bis  | Beschreibung | Darstellung                                                          | Wappen |
| ----- | ------------------------------------------------ | ---- | ---- | --- | -------------------------------------------------------------------- | --- |
| 01    | Hl. Burkard                                      | 742  | 754  | Burkard war, wie Bonifatius, ein aus Südwestengland stammender Mönch. Bis 737 hielt er sich im Kloster Berceto im Apennin auf. 737 zog er, ab Berceto, mit Bonifatius nach Rom. Dort wurde er 738 zum Bischof ohne Bischofssitz von Papst Gregor III. geweiht. Ab Spätsommer 738, gründete er des Klosters Michilstat auf dem Berg in Rorinlacha, heute der Michaelsberg in Neustadt am Main. Im März 742 wurde er von Bonifatius als Bischof eingesetzt (nicht geweiht), und von Karlmann bestätigt. Burkard legte Anfang 754 sein Amt nieder und starb am 2. Februar 755. | Tafelbild des Heiligen Burkard, um 1600                              | |
| 02    | Sel. Megingaud                                   | 754  | 769  | Meginaud war vorher Abt des Klosters an der Alten Statt, im Tal von Rorinlacha, heute unter dem Pfarrhaus in Neustadt am Main. Megingaud war ein Mattone. Als Bischof repräsentierte er sein Bistum auf diversen Reichsversammlungen und Synoden. Er legte sein Amt nieder und zog sich Anfang 769 in sein früheres Kloster, die Alte Statt in Rorinlacha zurück. 772 initiierte Karl der Große das Missionskloster an der Neuen Statt. 781 wurde die Neue Statt eingeweiht, wo Megingaud 783 starb. Der Deckel seines Sarkophags aus rotem Sandstein, wobei er mit einer grauen Farbe übertüncht ist, befindet sich heute in der Krypta der Neumünsterkirche. |                                                                      | Familienwappen                                                                                                |
| 03    | Berowelf                                         | 769  | 794  | Berowelf wirkte über die Bistumsgrenzen hinaus bei der Missionierung in slawischen Gebieten und ist dort auch als Kirchengründer genannt. |                                                                      | |
| [ 1 ] | Hl. Gumbert                                      | 794  | 795  | Gumbert ist Gründer und erster Abt des Klosters St. Gumbertus. Er hat mehrere Reliquien hinterlassen. Er starb noch während seiner Wahl zum Bischof. | Kupferstich vom Hl. Gumbert                                          | |
| 04    | Liutrit                                          | 795  | 802  | Liutrit setzte die slawische Missionierungstätigkeit seiner Vorgänger fort. Klostergründungen und damit verbundene Schenkungen strapazierten das Bistum. |                                                                      | |
| 05    | Egilwart                                         | 802  | 809  | Egilwart knüpfte an die Missionierungstätigkeit an. Weitere Klöster wurden gegründet. |                                                                      | |
| 06    | Wolfgar                                          | 809  | 831  | Unter Wolfgar besserten sich die Beziehungen zum Kloster Fulda. |                                                                      | |
| 07    | Hunbert                                          | 832  | 842  | Hunbert trat in der Reichspolitik kaum in Erscheinung, er widmete seine Energie dem kontinuierlichen Ausbau der Dombibliothek. |                                                                      | |
| 08    | Gozbald                                          | 842  | 855  | Gozbald wurde von Ludwig II. dem Deutschen als Bischof vorgeschlagen; von 830 bis 833 war er Leiter der königlichen Kanzlei. |                                                                      | |
| 09    | Arn                                              | 855  | 892  | Unter Arn begann der Wiederaufbau des niedergebrannten Domes. Er nahm aktiv an Reichstagen und Reichssynoden teil. Auf dem Rückweg von einem Feldzug gegen die Böhmen wurde er 892 zusammen mit seinen Gefährten von slawischen Truppen nördlich des Erzgebirges getötet. |                                                                      | |
| 10    | Rudolf I.                                        | 892  | 908  | Rudolf war ein Konradiner. Er fiel im Kampf gegen die Ungarn. |                                                                      | |
| 11    | Thioto                                           | 908  | 931  | Thioto ist nur in der Reichspolitik nachweisbar, Spuren in Würzburg hat er nicht hinterlassen. |                                                                      | |
| 12    | Burchard II.                                     | 932  | 941  | Abt der Abtei Hersfeld |                                                                      | |
| 13    | Poppo I.                                         | 941  | 961  | Poppo stammte aus dem Hause der Babenberger mit mächtigen Brüdern. Er war vom König als Anwärter auf das Bischofsamt begünstigt und wurde auch dessen Kanzler. |                                                                      | |
| 14    | Poppo II.                                        | 961  | 983  | |                                                                      | |
| 15    | Hugo                                             | 983  | 990  | Hugo engagierte sich für die Reaktivierung von Klöstern, die im 10. Jahrhundert niedergegangen waren. Er widmete sich besonders dem Andreaskloster, welchem er als neuen Patron den Heiligen Burkhard zuordnete, dessen Gebeine in das Kloster überführt wurden. Das nunmehrige Kloster Burkhard erhielt Pfarreien und Dörfer, die die wirtschaftliche Lage sichern sollten. |                                                                      | |
| 16    | Bernward                                         | 990  | 995  | Auch Bernward führte die Revitalisierung von Klöstern fort. Man fühlte sich ermächtigt nachträglich Urkunden vergangener Könige anzufertigen, um an vergangene Rechte anzuknüpfen. |                                                                      | |
| 17    | Heinrich I.                                      | 996  | 1018 | In die Zeit Bischof Heinrichs fiel die Gründung des Bistums Bamberg. Dies bedeutete eine Gebietsverlagerung für das Bistum Würzburg, welches aber auch kontinuierlich an Größe gewann. Die Stadtmauer von Würzburg wurde angelegt. Heinrich kämpfte mit dem König gegen den Markgrafen Heinrich von Schweinfurt. |                                                                      | |
| 18    | Meginhard I.                                     | 1018 | 1034 | Meginhard war beschäftigt mit Streitigkeiten zwischen dem Bischof von Mainz Aribo und dem Papst bezüglich von Eheangelegenheiten der Gräfin Irmgard von Hammerstein und dem Gandersheimer Kirchenstreit. |                                                                      | |
| 19    | Hl.Bruno                                         | 1034 | 1045 | Bruno ließ den Würzburger Dom neu erbauen. Bruno starb bei einem Unfall bei einem Festmahl im Zusammenhang mit der Regelungen des Erbes des verstorbenen Grafen Adalbero II. von Ebersberg. |                                                                      | |
| 20    | Hl. Adalbero                                     | 1045 | 1085 | Adalbero, von dem Salier Heinrich III. als Bischof eingesetzt, war bis Anfang 1076 ein Anhänger der Salier. Im Investiturstreit zwischen König Heinrich IV. und Papst Gregor VII., war Adalbero ein überzeugter Anhänger von Papst Gregor VII. Im Frühjahr 1085 wurde Adalbero von der Mainzer Synode als Bischof von Würzburg exkommuniziert und abgesetzt, seit 1077 war er jedoch nicht mehr im königstreuen Würzburg. Wegen seiner Überzeugungen ins Exil getrieben, verbrachte er seine letzten Jahre im Kloster Lambach. Die nach seinem Tod im Okt. 1090 überlieferten Wunder führten 1883 schließlich zu seiner Heiligsprechung. Das Bild zeigt Adalbero als plastische Figur auf seinem Epitaph. | Epitaph des Bischofs                                                 | |
| [ 1 ] | Meginhard II.                                    | 1085 | 1088 | Meinhard wurde nach der Absetzung Adalberos von Heinrich IV. als Bischof eingesetzt. Dieser hatte bereits nach seiner Rückkehr vom Gang nach Canossa 1077 oder 1078 den Naumburger Bischof Eberhard als Administrator von Würzburg eingesetzt. Eberhard starb 1079 in der Nähe von Würzburg bei einem Sturz vom Pferd. |                                                                      | |
| 21    | Emehard                                          | 1089 | 1105 | Er war erstgeborener Sohn des Grafen Richard von Comburg und wurde von Heinrich IV. als Bischof eingesetzt. Emehard war, wie Megingaud und Meinhard, ein Mattone. Siehe Wappen rechts. |                                                                      | Familienwappen                                                                                                |
| 22    | Erlung                                           | 1105 | 1121 | Er wurde von König Heinrich IV. ernannt und später von dessen Sohn und Nachfolger bestätigt. |                                                                      | |
| [ 1 ] | Rupert                                           | 1105 | 1106 | Rupert wurde von Heinrich V., der sich mit seinem Vater Heinrich IV. um die Krone stritt, zum Bischof eingesetzt. Nachdem Heinrich V. den Streit für sich entschieden hatte, bestätigte er den von seinem Vater ernannten Erlung. |                                                                      | |
| 23    | Rugger                                           | 1121 | 1125 | In Münsterschwarzach von der kaiserfeindlichen Partei unter Führung des Adalbert I. von Saarbrücken, Erzbischof von Mainz, zum Bischof gewählt |                                                                      | |
| [ 1 ] | Gebhard von Henneberg                            | 1121 | 1127 | Von der kaiserlichen Partei zum Bischof gewählt, konnte er sich auch nach Ruggers Tod nicht durchsetzen und gab seinen Anspruch 1127 auf. 1125 widmete Ulrich von Bamberg ihm das Werk Codex Udalrici. |                                                                      | |
| 24    | Embricho                                         | 1127 | 1146 | Embricho gründete mehrere Klöster, darunter das Schottenkloster Würzburg, Kloster Wechterswinkel und Kloster Oberzell der Prämonstratenser. Er starb auf dem Rückweg als diplomatischer Gesandter von Konrad III. in Aquileia, wo er auch begraben wurde. |                                                                      | |
| 25    | Siegfried von Truhendingen                       | 1146 | 1150 | Siegfried stammte aus dem alten hochadeligen fränkisch-schwäbischen Grafengeschlecht der von Truhendingen. |                                                                      | |
| 26    | Gebhard von Henneberg                            | 1150 | 1159 | Gebhard wurde ein zweites Mal zum Bischof gewählt und konnte sich nun durchsetzen. Er engagierte sich für die Wahl Friedrich Barbarossas und stand mit ihm in enger Verbindung, was Würzburg einen kaiserlichen Hoftag und einen Reichstag bescherte. |                                                                      | |
| 27    | Heinrich II. von Stühlingen                      | 1159 | 1165 | Zur Finanzierung der Kontingente für Friedrich Barbarossas Kriegszüge bot das Bistum erhebliche Anstrengungen auf. Königsurkunden zur Legitimation des Anspruchs auf die Herzogswürde in Franken wurden gefälscht. In dieser Zeit trat auch Johannes von Würzburg in Erscheinung. |                                                                      | |
| 28    | Herold von Höchheim                              | 1165 | 1171 | Auf dem Reichstag in Würzburg wurde am 10. Juli 1168 die Güldene Freiheit ausgestellt. Das Dokument wurde von Wortwin verfasst. Friedrich Barbarossa bescheinigte darin dem Würzburger Bischof die Herzogswürde. Der Bischof erhielt umfassende Rechte die Gerichtsbarkeit betreffend, aber längst nicht die erhoffte Vormachtstellung des alten Stammesherzogtums. |                                                                      | |
| 29    | Reginhard von Abenberg                           | 1171 | 1186 | Reginhard stammte aus dem hochadeligen Grafengeschlecht von Abenberg. Auch wenn er sich kaum in der Reichspolitik engagierte, war er unmittelbar am Sturz Heinrichs des Löwen beteiligt. |                                                                      | |
| 30    | Gottfried I. von Spitzenberg                     | 1186 | 1190 | Gottfried gab sein Amt als Bischof von Regensburg (1185–1186) zugunsten von Würzburg auf. Er organisierte einen Kreuzzug zur Rückeroberung des kurz vorher verlorenen Jerusalems. Er starb wie viele andere Kreuzritter auch an einer pestartigen Krankheit in Antiochia. | Epitaph des Bischofs                                                 | |
| [ 1 ] | Philipp von Schwaben                             | 1190 | 1191 | Philipp, ein Sohn Kaiser Friedrich Barbarossas, war Elekt, verzichtete aber 1191 auf das Amt, nach seinem Austritt aus dem geistlichen Stand war er Herzog von Schwaben (1196–1208), Markgraf der Toskana (1195–1197) und bis zu seiner Ermordung Römisch-deutscher König (1198–1208) aus dem Hause der Staufer. In Würzburg hat er keine Spuren hinterlassen. Das Bild zeigt Philipp als Miniaturmalerei in einer Handschrift um 1200. | Miniaturmalerei um 1200                                              | |
| 31    | Heinrich III. von Berg                           | 1191 | 1197 | Heinrich war von 1169 bis 1172 Bischof von Passau, später Dompropst in Speyer und Bamberg, 1191 zum Bischof von Würzburg gewählt, 1192 vom Mainzer Erzbischof Konrad geweiht. In der Reichspolitik trat er 1193 in Erscheinung als der Kaiser Heinrich VI. zu Gast in Würzburg war und mit Herzog Leopold von Österreich am 14. Februar einen Vertrag über die Auslieferung des englischen Königs Richard Löwenherz aushandelte, der bei der Rückkehr vom Dritten Kreuzzug in Gefangenschaft geraten war. |                                                                      | Familienwappen                                                                                                |
| 32    | Gottfried II.                                    | 1197 | 1197 | Gottfried starb unmittelbar nach seiner Erwählung. |                                                                      | Familienwappen                                                                                                |
| 33    | Konrad I. von Querfurt                           | 1198 | 1202 | Konrad tauschte sein Amt als Bischof von Hildesheim (1194–1199) zugunsten von Würzburg und ebnete damit den Weg für den Würzburger Bischofsstuhl für seine Lobdeburger Verwandten. Er fiel einer Intrige zum Opfer und wurde von Bodo von Ravensburger ermordet. Der älteste erhaltene Teil der heutigen Festung Marienberg, der Fürstenbau, geht auch auf ihn zurück. |                                                                      | |
| 34    | Heinrich IV. von Heßberg                         | 1202 | 1207 | Heinrich, mit dem Beinamen „Caseus“, stammte aus der Familie von Heßberg. |                                                                      | Familienwappen nach Siebmacher                                                                                |
| 35    | Otto I. von Lobdeburg                            | 1207 | 1223 | Otto führte ein repräsentatives Leben, was den Finanzhaushalt des Bistums in Schieflage brachte. Seine Verdienste liegen in der Reichspolitik. Er setzte sich 1212 gegen den späteren Eichstätter Bischof Heinrich III. von Ravensburg durch, der ihm mit Unterstützung des Mainzer Metropoliten den Bischofsstuhl streitig machte. |                                                                      | |
| 36    | Dietrich von Homburg                             | 1223 | 1225 | Dietrich von Homburg war lediglich kurze Zeit Bischof von Würzburg. Er stammte aus dem Haus Homburg an der Wern, einer Nebenlinie der Herren von Püssensheim. |                                                                      | |
| 37    | Hermann I. von Lobdeburg                         | 1225 | 1254 | Hermann gelang durch geschickte Politik das Gebiet des Bistums zu erweitern, den Haushalt zu sanieren und sich gegen Ansprüche der Nachbarfürsten durchzusetzen. Er war der Gründer diverser Klöster. |                                                                      | |
| [ 1 ] | Heinrich V. von Leiningen                        | 1254 | 1255 | Heinrich besetzte aufgrund einer päpstlichen Expektanz Würzburg, die 1255 entsetzt wurde. Nach einer Schlichtung verzichtete er auf seine Ansprüche in Würzburg und starb am 18. Januar 1272 als Bischof von Speyer. |                                                                      | Familienwappen                                                                                                |
| 38    | Iring von Reinstein-Homburg                      | 1254 | 1265 | Im Streit um den Bischofsstuhl setzte Iring viel Energie in die Auseinandersetzung mit Heinrich von Leiningen. Er hatte dabei Rückhalt unter der Bürgerschaft Würzburgs. Als Bischof pflegte er friedliche Beziehungen zu seinen Nachbarn und widmete sich kirchlichen Angelegenheiten. | Abbildung Irings gem. seinem Siegel                                  | Familienwappen nach Siebmacher                                                                                |
| [ 1 ] | Sedisvakanz Otto von Lobdeburg                   | 1265 | 1267 | Otto, ein Lobdeburger, war Kapitelsvikar während der Sedisvakanz. |                                                                      | |
| 39    | Poppo III. von Trimberg                          | 1267 | 1271 | Als gewählter Bischof hatte sich Poppo gegen Berthold I. von Henneberg durchzusetzen. Er starb nach wenigen Jahren als Bischof, in denen er seinen Anspruch in Prozessen an der Kurie geltend machte. |                                                                      | |
| [ 1 ] | Berthold I. von Henneberg                        | 1267 | 1274 | Kaum hatte Berthold als Gegenbischof die Auseinandersetzung mit Poppo III. von Trimberg überstanden, focht sein künftiger Nachfolger Berthold II. seine Position an. Beide trafen 1266 in der Schlacht bei Kitzingen mit ihren Armeen zusammen. Berthold musste auf Dauer aufgeben und er wurde 1275 abgefunden. Er starb am 29. Dezember 1312 als Mainzer Weihbischof. |                                                                      | Familienwappen nach Scheibler                                                                                 |
| 40    | Berthold von Sternberg                           | 1274 | 1287 | Im Kampf um den Bischofsstuhl schlug Berthold Berthold I. von Henneberg in der Schlacht bei Kitzingen. Beide einigten sich letztlich in einem Vergleich. Er gilt nach einer Ebracher Überlieferung jedoch als erster Bischof, der sein Herz im Kloster Ebrach bestatten ließ. Darauf deutet dort auch eine Sepultur hinter dem Hochaltar aus dem frühen 14. Jahrhundert hin. |                                                                      | Familienwappen                                                                                                |
| 41    | Manegold von Neuenburg                           | 1287 | 1303 | Manegold war Bischof von Bamberg (1285–1286), er gab diese Position auf und wechselte nach Würzburg. |                                                                      | |
| 42    | Andreas von Gundelfingen                         | 1303 | 1313 | Andreas unterstützte König Albrecht I. beim Feldzug gegen Böhmen. Streitigkeiten ergaben sich mit den Grafen von Henneberg wegen der doppelten Verpfändung von Burg und Stadt Schweinfurt. |                                                                      | Familienwappen                                                                                                |
| [ 1 ] | Sedisvakanz Friedrich von Stolberg               | 1313 | 1314 | Der Domherr Friedrich wurde offenbar nachträglich nach der Wahl von Gottfried III. von Hohenlohe von einer Minderheit zum Bischof gewählt und von Ludwig dem Baiern favorisiert. Er verstarb an der Kurie. Erst 1317 einigten sich alle Parteien auf Gottfried III. |                                                                      | Familienwappen                                                                                                |
| 43    | Gottfried III. von Hohenlohe                     | 1314 | 1322 | Im Streit um den Thron zwischen Ludwig IV. und Friedrich III. stellte sich Gottfried auf die Seite des Friedrich III., wie auch das Haus Hohenlohe und der fränkische Adel insgesamt. | Ausschnitt aus dem Epitaph des Bischofs                              | Familienwappen nach Scheibler                                                                                 |
| 44    | Wolfram Wolfskeel von Grumbach                   | 1322 | 1333 | Wolfram war einer der wenigen Reichsfürsten auf der Seite von Papst Johannes XXII. gegen Ludwig dem Baiern. Später söhnte er sich mit dem König aus, es gelang ihm aber auch seine guten Beziehungen zum Papst aufrechtzuerhalten. | Ausschnitt aus dem Epitaph des Bischofs                              | Familienwappen nach Scheibler                                                                                 |
| 45    | Hermann II. Hummel von Lichtenberg               | 1333 | 1335 | Hermann war Kanzler des Kaisers Ludwig dem Bayern und es kam 1333 zu einer Doppelwahl zusammen mit Otto II. von Wolfskeel. Als Gegenbischof behauptete er sich in Würzburg bis zu seinem Tod, wurde aber dann von Otto II. abgelöst. |                                                                      | Familienwappen                                                                                                |
| 46    | Otto II. von Wolfskeel                           | 1333 | 1345 | Otto II. gelangen erhebliche Gebietserweiterungen des Bistums. Seine Amtszeit war auch in geistlicher Hinsicht erfolgreich: Er konnte 13 neue Pfarreien errichten, reformierte einige Klöster und führte das Amt des Generalsvikars ein. | Epitaph des Bischofs                                                 | Familienwappen nach Siebmacher                                                                                |
| 47    | Albrecht I. von Hohenberg                        | 1345 | 1349 | Albrecht († 1359) bemühte sich um sein Heimatbistum als Bischof von Konstanz. Unmittelbar anschließend an seine Würzburger Zeit war er Bischof von Freising (1349–1359). | Ausschnitt aus dem Epitaph des Bischofs                              | Familienwappen nach Scheibler                                                                                 |
| 48    | Albrecht II. von Hohenlohe                       | 1345 | 1372 | Albrecht wurde ebenfalls 1345 gewählt, 1350 nimmt er auch faktisch seinen Platz als Bischof ein. Trotz eines umfassenden fränkischen Landfriedens verbündete sich Albrecht mit den benachbarten Fürsten zur Zerschlagung des Schlüsselberger Besitzes. Konrad II. von Schlüsselberg starb als letzter seines Geschlechtes während der Belagerung. | Epitaph des Bischofs                                                 | Familienwappen nach Scheibler                                                                                 |
| [ 1 ] | Withego Hildbrandi                               | 1372 | 1372 | Withego und Albrecht III. von Heßberg wurden gleichzeitig erwählt. Während Withego als Bischof von Naumburg überwechselte, verteidigte Albrecht als Gegenbischof seine Ansprüche. |                                                                      | |
| [ 1 ] | Albrecht III. von Heßberg                        | 1372 | 1376 | Albrecht und Withego Hildbrandi wurden gleichzeitig erwählt. Papst Gregor XI. setzte sich über die Entscheidung des Domkapitels hinweg und übergab Gerhard von Schwarzburg den Würzburger Bischofsstuhl. Während Withego als Bischof von Naumburg überwechselte, verteidigte Albrecht als Gegenbischof seine Ansprüche. Erst als Gerhard mit einer Armee anrückte, floh er auf seine Besitzungen und arrangierte sich erst Jahre später mit Gerhard. Er war dann wieder als Würzburger Domherr tätig. |                                                                      | Familienwappen nach Siebmacher                                                                                |
| 49    | Gerhard von Schwarzburg                          | 1372 | 1400 | Als bedrängter Bischof von Naumburg (1359–1372) wechselte Gerhard nach Würzburg über. Unter seiner Regentschaft lehnten sich Würzburg und andere Städte des Hochstifts auf, wurden aber niedergeworfen. Der innere Konflikt beherrschte die Ära. | Ausschnitt aus dem Epitaph des Bischofs                              | Familienwappen                                                                                                |
| 50    | Johann I. von Egloffstein                        | 1400 | 1411 | Johann war im fränkischen Städtekrieg 1397 als Anführer in der entscheidenden Schlacht von Bergtheim beteiligt. Als Bruder des Konrad von Egloffstein erschien er auch nach der Niederlage des Deutschen Ordens in der Schlacht bei Tannenberg in Preußen und beteiligt sich an den Friedensverhandlungen zwischen dem Orden und Polen. Zusammen mit seinem Bruder ist er in Thorn unter den Bevollmächtigten des Deutschen Ordens, die den Ersten Frieden von Thorn zeichnen. | Ausschnitt aus dem Epitaph des Bischofs                              | Familienwappen nach Scheibler                                                                                 |
| 51    | Johann II. von Brunn                             | 1411 | 1440 | Unter Johann mehrte sich die Schuldenlast des Stifts, das Domkapitel versuchte ihn durch Coadjutoren zu ersetzen. Er war beteiligt an Maßnahmen gegen die ins Reich einfallenden Hussiten. | Ausschnitt aus dem Epitaph des Bischofs                              | Fürstbischöfliches Wappen auf seinem Epitaph Familienwappen                                                   |
| 52    | Sigismund von Sachsen                            | 1440 | 1443 | Der als Hoffnungsträger erwartete Sigismund trägt eine neue Problematik in das Bistum: In der Erwartung der sächsischen Kurfürstenfamilie den Einfluss auf das Bistum Würzburg auszudehnen, verhielt sich Sigismund sehr ungewöhnlich und verbündete sich zur Durchsetzung seiner Interessen mit dem Markgrafen Albrecht Achilles. Der zunehmende innen- und außenpolitische Druck zwang ihn schließlich zur Abdankung. Er starb am 24. Dezember 1471 in der Verbannung. Er wurde in der Fürstengruft des Meißner Domes bestattet. | Epitaph des Bischofs                                                 | Familienwappen                                                                                                |
| 53    | Gottfried IV. Schenk von Limpurg                 | 1443 | 1455 | Gottfried begann mit der Konsolidierung des Staatshaushalts und führte das Bistum relativ unbeschadet durch kriegerische Zeiten. | Ausschnitt aus dem Epitaph des Bischofs                              | Familienwappen                                                                                                |
| 54    | Johann III. von Grumbach                         | 1455 | 1466 | Johann stand für das Zeremonienschwert an Stelle des Krummstabes. Er nahm einen Kontrapunkt zu seinem Vorgänger ein und verwickelte sich in zahlreiche Fehden und Konflikte mit den benachbarten Fürstentümern. | Ausschnitt aus dem Epitaph des Bischofs                              | Bischofswappen im Würzburger Dom                                                                              |
| 55    | Rudolf II. von Scherenberg                       | 1466 | 1495 | Rudolf galt als umsichtiger Verwalter, der Schulden abtrug und verpfändeten Besitz und Ämter auslöste bzw. dazugewann. Er setzte sich gegenüber Hans Böhm durch, einem Schafhirten, der als Bußprediger offenbar Tausende von Bauern ansprach, die als Wallfahrer zu ihm nach Niklashausen pilgerten. Hans Böhm endete auf dem Scheiterhaufen, die riesige Menschenmenge löste sich verhältnismäßig friedlich wieder auf. Der von Tilman Riemenschneider geschaffene Epitaph des Bischofs zeigt denselben mit detailgetreuen (nicht idealisierten) Gesichtszügen und der Haltung eines alten Mannes. | Ausschnitt aus dem Epitaph des Bischofs                              | Fürstbischöfliches Wappen im Würzburger Dom Familienwappen                                                    |
| 56    | Lorenz von Bibra                                 | 1495 | 1519 | Lorenz stand mit bedeutenden Personen seiner Zeit im Kontakt, darunter Martin Luther und Johannes Trithemius. Im Unterschied zu seinem Vorgänger zeigt sein Epitaph aus der Hand Tilman Riemenschneiders ihn im spätgotischen, idealisierten Stil. | Ausschnitt aus dem Epitaph des Bischofs                              | Gemehrtes Wappen des Fürstbischofs auf seinem Epitaph im Würzburger Dom                                       |
| 57    | Konrad II. von Thüngen                           | 1519 | 1540 | Der Bauernkrieg tobte zu Zeiten Konrads fast schwerpunktmäßig in den Grenzen des Bistums. Nur mit Hilfe des Schwäbischen Bundes gelang dem zunächst geflohenen Bischofs die Rückeroberung Würzburgs. Im Fränkischen Krieg setzte er sich zuvor für seine bedrängte Verwandtschaft auf der Burg Reußenberg ein. Lorenz Fries zählte zu seinem Beraterstab, dieser stand auch noch seinen beiden Nachfolgern zur Seite und ist heute bekannt für seine Geschichtschroniken. Das Bild zeigt den Bischof als Kupferstich von Johann Octavian Salver (1670–1738). | Stich von Johann Salver aus dem 18. Jahrhundert                      | Fürstbischöfliches Wappen auf seinem Epitaph Familienwappen nach Scheibler                                    |
| 58    | Konrad III. von Bibra                            | 1540 | 1544 | Konrad stand in einem Zwiespalt mit seinen geistlichen Würden, er versuchte mehrfach seine Ordination abzulegen. | Gemälde des Bischofs                                                 | Fürstbischöfliches Wappen auf seinem Epitaph Familienwappen nach Scheibler                                    |
| 59    | Melchior Zobel von Giebelstadt                   | 1544 | 1558 | Melchior wurde Opfer der Fehde mit Wilhelm von Grumbach, der später in den Grumbachschen Händeln noch von sich reden machte. | Medaille mit dem Porträt des Bischofs (Medailleur: Joachim Deschler) | Fürstbischöfliches Wappen auf seinem Epitaph Familienwappen nach Scheibler                                    |
| 60    | Friedrich von Wirsberg                           | 1558 | 1573 | Friedrich verfolgte zunächst die Mörder seines Vorgängers in Richtung Frankreich. | Ausschnitt aus dem Epitaph des Bischofs                              | Fürstbischöfliches Wappen auf seinem Epitaph Familienwappen nach Scheibler                                    |
| 61    | Julius Echter von Mespelbrunn                    | 1573 | 1617 | Julius betrieb energisch die Gegenreformation. Er errichtete zahlreiche Kirchen. Im Fuldaischen Händel wurde Balthasar von Dernbach abgesetzt und er übernahm die Rolle des Administrators der Fürstabtei Fulda, sehr zum Missfallen von Papst Gregor XIII. Die Hexenprozesse in Würzburg nahmen unter ihm im Bistum deutlich zu. Das Bild zeigt den Bischof auf einem Gemälde von 1586. | zeitgenössisches Gemälde des Bischofs von 1586                       | Bischöfliches Wappen im Gewölbescheitel der Valentinuskapelle in der Franziskanerkirche                       |
| 62    | Johann Gottfried I. von Aschhausen               | 1617 | 1622 | Johann Gottfried, zugleich Fürstbischof von Bamberg (1609–1622), ist als fanatischer Hexenverfolger in die Geschichte eingegangen. Unter seiner Regentschaft nahmen die Verfolgungen dramatische Ausmaße an. | Ausschnitt aus dem Epitaph des Bischofs                              | Bischöfliches Wappen auf seinem Epitaph Familienwappen nach Siebmacher                                        |
| 63    | Philipp Adolf von Ehrenberg                      | 1623 | 1631 | Die Hexenprozesse wurden unter Philipp Adolf weiter fortgesetzt. Er steht auch für einen unerbittlichen Kurs der Rekatholisierung. | Philipp Adolf von Ehrenberg                                          | Bischöfliches Wappen an der Neubaukirche Familienwappen nach Siebmacher                                       |
| 64    | Franz von Hatzfeld                               | 1631 | 1642 | Franz war auch Fürstbischof von Bamberg (1633–1642). Im Dreißigjährigen Krieg besetzten die Schweden Bamberg, Franz war gezwungen nach Köln zu fliehen. Der schwedische Kanzler Axel Oxenstierna belehnte 1633 den Herzog Bernhard von Sachsen-Weimar mit den Bistümern Würzburg und Bamberg. Die beiden Bistümer sollten dauerhaft unter dem Namen „Herzogtum Franken“ zusammengeführt werden. Nach der Niederlage bei Nördlingen konnten sich die Schweden nicht mehr halten und Franz kehrte 1634 aus dem Exil zurück. | Franz von Hatzfeld                                                   | Familienwappen                                                                                                |
| 65    | Johann Philipp I. von Schönborn                  | 1642 | 1673 | Während des Dreißigjährigen Krieges handelte er Entlastungen für das gezeichnete Bistum bei den verschiedenen Kriegsparteien aus. Aufgrund seiner umsichtigen Rolle bei den Verhandlungen des Westfälischen Friedens wurde er auch Erzbischof von Mainz (1647–1673) und später noch Bischof von Worms (1663–1673). Er war einer der ersten Fürsten, der Hexenprozesse auf seinem Territorium verbot. Er war ebenfalls relativ tolerant gegenüber dem Protestantismus und nahm sich der Konvertiten an. Das Bild zeigt eine Darstellung in einem Krönungsdiarium aus dem Jahre 1658. | zeitgenössischer Druck von 1658                                      | Familienwappen                                                                                                |
| 66    | Johann Hartmann von Rosenbach                    | 1673 | 1675 | Johann Hartmann war nur wenige Jahre im Amt. In seiner Amtszeit fielen die Franzosen im Holländischen Krieg unter Henri de La Tour d’Auvergne, vicomte de Turenne ins Bistum ein, konnten aber von Raimondo Montecuccoli zurückgeschlagen werden. | zeitgenössisches Gemälde des Bischofs                                | Familienwappen nach Siebmacher                                                                                |
| 67    | Peter Philipp von Dernbach gen. Graul            | 1675 | 1683 | Peter Philipp war mit Rückhalt von Papst und Kaiser auch Fürstbischof von Bamberg (1672–1683). Es gelang ihm, die Herrschaft Wiesentheid in eine Reichsgrafschaft umzuwandeln und seinem Neffen zu unterstellen. | zeitgenössisches Gemälde des Bischofs                                | Wappen des Fürstbischofs von Bamberg (1672–1683) und Fürstbischof von Würzburg (1674–1683), Herzog zu Franken |
| 68    | Konrad Wilhelm von Wernau                        | 1683 | 1684 | Konrad Wilhelm war nur kurz im Amt. Er starb noch vor seiner päpstlichen Bestätigung. Das Bild zeigt den Bischof als Kupferstich von Johann Salver (1670–1738). | Stich von Johann Salver aus dem 18. Jahrhundert                      | Familienwappen nach Scheibler                                                                                 |
| 69    | Johann Gottfried II. von Guttenberg              | 1684 | 1698 | Im Pfälzischen Krieg (1688–1697) scherte der Bischof aus dem Militärverbund des Fränkischen Reichskreises aus und ging ein Bündnis mit dem Kaiser ein, dem er auch Truppen unterstellte. Er war Gründer der Bruderschaft „Maria Hilf“ und entwickelte eine rege Bautätigkeit. | Zeitgenössischer Stich                                               | Bischöfliches Wappen am Grafeneckart Familienwappen                                                           |
| 70    | Johann Philipp II. von Greiffenclau zu Vollraths | 1699 | 1719 | Johann Philipp II. steht in der Wirtschaftspolitik für eine gründliche Konsolidierung der Finanzen des Hochstifts und eine erfolgreiche Neuorganisation der Verwaltung. Niemand – außer Julius Echter – hat so viele Amtshäuser, Schüttböden etc. errichtet wie Johann Philipp II. In der Politik lavierte er das Land erfolgreich durch den Spanischen Erbfolgekrieg (1701–14) und konnte somit größere Schäden abwenden. In der Kunst steht er für den Beginn der eigentlichen „Barockisierung“ Würzburgs mit entsprechender Breitenwirkung. Mit der Vollendung des Neubaukirchturms, dem neu errichteten Fürstenbau des Juliusspitals, mit dessen Gartenpavillon, der Neumünsterkuppel samt deren Fassade, um nur die wichtigsten Vorhaben zu nennen, prägte er entscheidend das Stadtbild und schuf damit bewusst Anreize, es ihm gleichzutun. Alle diese Projekte betreute als Architekt sein Favorit in Bauangelegenheiten Joseph Greissing. Vor allem aber boomte das Bauwesen allgemein in nie gekannter Weise. Wegen der enormen Einflussnahme dieses Fürsten auf beinahe alle Bereiche des öffentlichen Lebens nennt man die zwei Jahrzehnte seiner Herrschaft „erste Greiffenclauzeit“ oder „Greiffenclauepoche“. Ob der stilistischen Prägekraft seines Hofbaumeisters Greissing bezeichnet man diese baufreudige Epoche in der Würzburger Architektur als „Greissingzeit“. | Johann Philipp von Greiffenclau Vollraths                            | Bischöfliches Wappen am Juliusspital Familienwappen nach Siebmacher                                           |
| 71    | Johann Philipp Franz von Schönborn               | 1719 | 1724 | Johann Philipp Franz stammte aus der einflussreichen Familie von Schönborn. Er war Neffe des Lothar Franz von Schönborn und drei seiner Brüder wurden ebenfalls Bischöfe, darunter auch der spätere Würzburger Bischof Johann Philipp Franz von Schönborn. Johann Philipp Franz war in der Bevölkerung ausgesprochen unbeliebt. Er legte 1720 den Grundstein für die Würzburger Residenz und ließ 1721 die Schönbornkapelle am Dom als Grablege der Familie beginnen. Beide Projekte wurden von Johann Balthasar Neumann entworfen und im Bau betreut, wobei jeweils weitere namhafte Architekten und Ausstattungskünstler in die Planungen mit einbezogen waren. | Gemälde des Bischofs                                                 | Bischöfliches Wappen in der Kirche St. Peter und Paul Familienwappen                                          |
| 72    | Christoph Franz von Hutten                       | 1724 | 1729 | Im Vergleich zum alternativen Kandidaten Friedrich Karl von Schönborn-Buchheim mit absolutistischen Zügen galt Christoph Franz als volksnah, denn er stammte aus einer alten fränkischen, ritterlichen Familie und förderte die Marienverehrung. Aber auch er setzte große Bauvorhaben um, die mit dem Namen Johann Balthasar Neumanns verbunden sind. Dazu waren Steuererhöhungen notwendig und er bediente sich der Instrumente des Merkantilismus. | Ausschnitt aus dem Epitaph des Bischofs                              | Familienwappen nach Siebmacher                                                                                |
| 73    | Friedrich Karl von Schönborn-Buchheim            | 1729 | 1746 | Friedrich Karl folgte seinem Onkel Lothar Franz von Schönborn als Fürstbischof von Bamberg (1729–1746) nach und übernahm wenig später auch das Amt in Würzburg. Friedrich Karl betätigte sich in einem nie da gewesenen Umfang als Bauherr und Mäzen. Damit setzte er wirtschaftliche und künstlerische Impulse. Reformen und seine Förderung der Wissenschaften waren von aufklärerischer Prägung. | Gemälde des Bischofs                                                 | Familienwappen                                                                                                |
| 74    | Anselm Franz von Ingelheim                       | 1746 | 1749 | Anselm Franz war nur kurze Zeit im Amt. Er versuchte sich von der Ära der Familie Schönborn, die zahlreiche Akzente gesetzt hatte, abzugrenzen. | Gemälde des Bischofs                                                 | Bischöfliches Wappen im Torbogen der Würzburger Residenz                                                      |
| 75    | Karl Philipp von Greiffenclau zu Vollrads        | 1749 | 1754 | Karl Philipp ist der Neffe des vormaligen Würzburger Bischofs Johann Philipp II. von Greiffenclau zu Vollrads. Er setzte das Mäzenatentum der Familie Schönborn fort als Förderer der Wissenschaften und durch zahlreiche Bautätigkeiten, wo er namhafte Künstler beschäftigte. Neben dem bewährten Johann Balthasar Neumann gab er Aufträge an Johann Zick und Antonio Giuseppe Bossi. Vor allem ließ er Giovanni Battista Tiepolo nach Würzburg kommen. 1749 wurde als Einzelereignis die letzte Hexe im Bistum verbrannt. Das Bild zeigt Carl Philipp als Deckengemälde-Porträt von Giovanni Battista Tiepolo in der Würzburger Residenz. | Darstellung des Bischofs in einem Deckengemälde                      | Familienwappen nach Siebmacher                                                                                |
| 76    | Adam Friedrich von Seinsheim                     | 1755 | 1779 | Adam Friedrich war wenig später in Personalunion auch Fürstbischof von Bamberg (1757–1779). Im Siebenjährigen Krieg ging er ein Bündnis mit Österreich ein, was zu Einfällen der Preußen in das Hochstift führte. Wirtschaftlich kümmerte er sich die Binnenschifffahrt, z. B. dem Bau des Alten Kranen und die Errichtung von Manufakturen. Er führte 1762 die allgemeine Schulpflicht ein. Er vollendete den Bau der Basilika Vierzehnheiligen. Das Bild zeigt ihn auf einem Konventionstaler von 1764. | zeitgenössisches Gemälde                                             | Bischöfliches Wappen in Bamberg Porträt und bischöfliches Wappen auf einem Konventionstaler von 1764          |
| 77    | Franz Ludwig von Erthal                          | 1779 | 1795 | Franz Ludwig war gleichzeitig Fürstbischof von Bamberg, (1779–1795). Er war ein aufklärerischer Bischof, der Bambergs erstes moderne Krankenhaus errichten ließ und eine erste öffentliche Sozialversicherung einführte. Die Universität wurde um einen Lehrstuhl für Veterinärmedizin erweitert. Das Bild zeigt sein Porträt auf einer Münzvorderseite einer 20 Kreuzer Münze von 1785. | Münze von 1785 mit Porträt des Bischofs                              | Bischöfliches Wappen in Absberg                                                                               |
| 78    | Georg Karl von Fechenbach                        | 1795 | 1808 | Georg Karl war als der letzte Würzburger Fürstbischof 1802 mit der Säkularisation konfrontiert. Im Frieden von Lunéville wurde die Aufhebung der geistlichen Fürstentümer beschlossen, wenig später marschierten bayerische Truppen in das Hochstift ein. Georg Karl verteidigte seine geistlichen Befugnisse als Bischof und folgte seinem Onkel Christoph Franz von Buseck gleichzeitig als Koadjutor in Bamberg (1805–1808) nach. Nach dem Frieden von Pressburg ging das ehemalige Hochstift als Großherzogtum an Ferdinand, den früheren Großherzog von Toskana über. Bis es wieder an Bayern zurückfiel, gelang es dem Direktor des neu begründeten Vikariats, Weihbischof Gregor Zirkel, dem Großherzog Zugeständnisse abzuringen. | Ausschnitt aus dem Epitaph des Bischofs                              | Bischöfliches Wappen                                                                                          |
| [ 1 ] | Sedisvakanz Johann Franz Schenk von Stauffenberg | 1808 | 1818 | Nach dem Tod von Georg Karl von Fechenbach war die übliche Wahl eines neuen Bischofs durch ein Domkapitel nicht mehr vorgesehen. Daher bestimmte Papst Pius VII. Johann Franz Schenk Freiherr von Stauffenberg zum Kapitularvikar. |                                                                      | |
| 79    | Friedrich Groß zu Trockau                        | 1818 | 1840 | Adam Friedrich Freiherr von Groß zu Trockau war zunächst Apostolischer Vikar von Bamberg (1812–1818), bis er sich in einer Wahl, die wegen der Säkularisation äußerst spannungsreich verlief, gegen mehrere Kandidaten durchsetzte. Er unternahm große Anstrengungen, um das Bistum zu reorganisieren, wobei seine Aufmerksamkeit besonders der Stärkung des Priesterseminars galt. | Ausschnitt aus dem Epitaph des Bischofs                              | Familienwappen nach Siebmacher                                                                                |
| 80    | Georg Anton von Stahl                            | 1840 | 1870 | Georg Anton war der erste bürgerliche Bischof von Würzburg. Wie seine Nachfolger bis 1924 wird er auch mit einem „von“ im Namen als Personaladel geführt. In seiner Amtszeit bildeten sich im Würzburger Raum die Caritas-Vereine aus: Kaum eine katholische Familie war nicht in einem christlichen Verein organisiert. 1848 fand die erste Deutsche Bischofskonferenz in Würzburg statt. Beim Ersten Vatikanischen Konzil verweigerte er diplomatisch seine Unterschrift bei der Zeichnung des Unfehlbarkeitsdogmas, das in Deutschland den Kulturkampf anheizen sollte. Er starb kurz darauf noch auf dem Konzil. | Ansicht von 1848 Ausschnitt aus dem Epitaph des Bischofs             | Wappen an der Fassade der Bonifatius-Kapelle auf der Salzburg b. Bad Neustadt a.d. Saale                      |
| 81    | Johann Valentin von Reißmann                     | 1870 | 1875 | Die Amtszeit von Johann Valentin stand im Zeichen des Kulturkampfes. Auch wenn Bayern nicht unmittelbar betroffen war, nahm das Würzburger Priesterseminar Geistliche aus anderen Bistümern auf, darunter auch den späteren Kardinal Adolf Bertram. | Ausschnitt aus dem Epitaph des Bischofs                              | |
| [ 1 ] | Sedisvakanz Ambrosius Käß                        | 1876 | 1878 | Ohne Absprache mit der Kurie ernannte König Ludwig II. den Prior des Würzburger Karmelitenklosters Ambrosius zum Nachfolger des verstorbenen Bischofs Johann Valentin von Reißmann. Nachdem diesem bewusst war, dass Papst Leo XIII. seine Ernennung nicht akzeptieren würde, ersuchte er die Rücknahme seiner Ernennung beim König. |                                                                      | |
| 82    | Franz Joseph von Stein                           | 1878 | 1898 | Erneut bestimmte König Ludwig II. ohne Rücksprache mit der Kurie Franz Joseph. Franz Joseph war anschließend auch Erzbischof von München und Freising (1897–1909). | Fotografie des Bischofs                                              | Bischöfliches Wappen                                                                                          |
| 83    | Ferdinand von Schlör                             | 1898 | 1924 | Ausgehend von der katholischen Enklave Wolfmannshausen, die vom Bistum Würzburg betreut wurde und als einzige betreute Pfarrei zu Sachsen-Meiningen gehörte, hatte sich katholische Gemeinde auch im benachbarten Meiningen und Hildburghausen weiter ausgebreitet. Auch die anderen benachbarten Bamberg und Paderborn leisteten hier Aufbauarbeit, so dass die bestehenden Kuraten zu Pfarreien erhoben wurden und sich in Meiningen ein Bischöfliches Kommissariat bildete. Er unterstützte den für seine Zeit unbequemen Herman Schell. | Fotografie des Bischofs                                              | Bischöfliches Wappen                                                                                          |
| 84    | Matthias Ehrenfried                              | 1924 | 1948 | Matthias Ehrenfried wurde als „Widerstandsbischof“ gegen die Nationalsozialisten bekannt. Bereits unmittelbar nach der Machtergreifung begannen die Spannungen zwischen der Kirche und den Nationalsozialisten. Während der Bischof seine Standpunkte öffentlich verteidigte und seine Priester zu schützen versuchte, erhöhte auch der totalitäre Staatsapparat seinen Druck. 1941 erfolgte mit dem Klostersturm die Schließung der Abtei Münsterschwarzach. Viele Priester sind wegen ihrer Überzeugungen u. a. im KZ Dachau ums Leben gekommen. | Fotografie des Bischofs                                              | Bischöfliches Wappen                                                                                          |
| 85    | Julius Döpfner                                   | 1948 | 1957 | Julius Döpfners Amtszeit begann in einer völlig zerstörten Stadt, in der zum Kriegsende nur noch etwa 6000 Menschen hausten. Zerstörte Kirchen wurden zunächst notdürftig für erste Gottesdienste wieder instand gesetzt. Die Wiederherstellung des Würzburger Domes würde bis Ende der 50er Jahre andauern. Seine Sorge angesichts der zerstörten Stadt galt dem Wohnungsbau, er gründete dazu 1949 das St.-Bruno-Werk. Julius Döpfner war anschließend auch Bischof von Berlin (1957–1961), Erzbischof von München und Freising (1961–1976), Vorsitzender der Deutschen Bischofskonferenz (1965–1976) und Kardinal (1958–1976). | Fotografie des Bischofs                                              | Bischöfliches Wappen                                                                                          |
| 86    | Josef Stangl                                     | 1957 | 1979 | * 12. März 1907 in Kronach, am 16. März 1930 zum Priester geweiht, am 27. Juni 1957 zum Bischof von Würzburg ernannt, konsekr. 12. September 1957, em. 8. Januar 1979; † 8. April 1979. | Fotografie des Bischofs                                              | Bischöfliches Wappen                                                                                          |
| 87    | Paul-Werner Scheele                              | 1979 | 2003 | * 6. April 1928 in Olpe, am 29. März 1952 in Paderborn zum Priester geweiht, am 20. Januar 1975 zum Weihbischof in Paderborn ernannt. konsekr. 9. März 1975 zum Titularbischof von Druas, am 31. August 1979 Bischof von Würzburg, em. 14. Juli 2003; † 10. Mai 2019. |                                                                      | Bischöfliches Wappen                                                                                          |
| 88    | Friedhelm Hofmann                                | 2004 | 2017 | * 12. Mai 1942 in Köln-Lindenthal, am 3. Februar 1969 in Köln zum Priester geweiht, am 25. Juli 1992 zum Weihbischof in Köln ernannt, am 13. September 1992 zum Titularbischof von Taddua geweiht, am 25. Juni 2004 Bischof von Würzburg, em. 18. September 2017. | Fotografie des Bischofs                                              | Bischöfliches Wappen                                                                                          |
| 89    | Franz Jung                                       | 2018 |      | * 4. Juni 1966 in Mannheim, am 10. Oktober 1992 in Rom für das Bistum Speyer zum Priester geweiht, am 28. November 2008 zum Domkapitular des Speyerer Kaiserdoms gewählt und am 16. Dezember 2008 zum Generalvikar ernannt, am 16. Februar 2018 zum Bischof von Würzburg berufen, Bischofsweihe am 10. Juni 2018. | Bischof Franz Jung                                                   | Bischöfliches Wappen                                                                                          |